# Клан Моффат

Нашоломник клану Моффат.

Герб вождів клану Моффат.

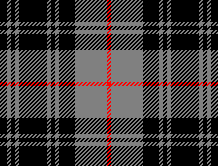
Тартан клану Моффат.

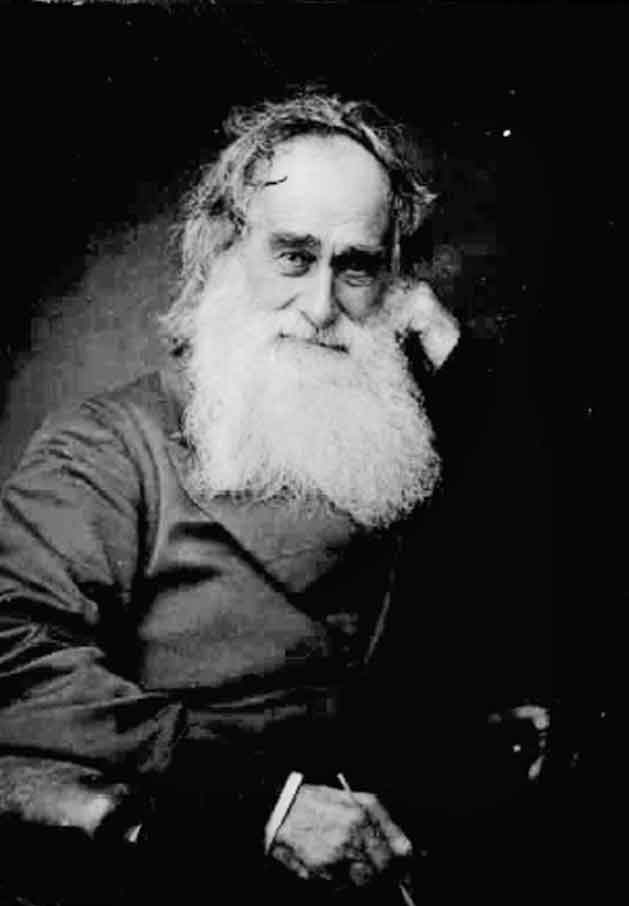
Роберт Моффат (1795—1883).

Клан Моффат (гел. — Clan Moffat) — один з давніх кланів рівнинної частини Шотландії — Лоулендсу. Володів землями в Шотландському Прикордонні. Клан Моффат не мав офіційно визнаного вождя клану з середини XVI століття до 1983 року, коли лорд Лева визнав Френсіса Моффата вождем клану Моффат. У XIII столітті клан Моффат був одним з наймогутніших і найвпливовіших шотландських кланів.
Гасло клану: Spero meliora — Я сподіваюсь на краще (лат.)
Землі клану: Дамфрісшир
Вождь клану: Джейн Моффат (шотл. — Jean Moffat)
Резиденція вождя клану: Замок Святого Джезуаля, Вілер, Бакінгемшир
Ворожі клани: Джонстон

## Історія клану Моффат

### Походження клану Моффат
Клан Моффат у XIII столітті та в часи повстання Вільяма Воллеса був одним з найпотужніших і найвпливовіших кланів Шотландії. Назва клану Моффат, імовірно, територіальна — назва походить від назви селища Моффат у Дамфрісширі. Можливо, що назва Моффат має скандинавське походження. Вільям де Моват Альто — засновник клану Моват одружився з молодшою дочкою вікінга Андлоу, що переселився з Норвегії в Шотландію в Х столітті. Назва клану з часом змінилась на Монтеальто, а потім на Моффат. До XII століття вожді клану записувались як де Моффет, підкрислюючи цим, що вони є головними лайрдами (землевласниками) тамтешньої землі. Більшість дослідників вважають, що назва клану Моффат має кельтське походження. Назва Моффат означає «Довга Рівнина» і утворена від гельських слів magh — маг — рівнина та fada — фада — довга.

### XIII століття
Вперше в історичних документах клан Моффат згадується в «Книзі Картараме Санкте Крукісе» у 1232 році, коли Ніколас де Мафет — архідиякон Тевіотдейлу був свідком договору Волтера — єпископа Глазго. У книзі «Єпископи Шотландії» повідомляється, що Ніколас де Моффат був обраний єпископом Глазго у 1286 році, але так і не був затверджений на посаді, бо відмовився заплатити гроші, які вимагав від нього Римський Папа. Помер Ніколас де Моффат у 1270 році. Герби та нашоломники клану Моффат вказують на зв'язок з церквою. У 1296 році король Англії Едвард І Довгоногий захопив Шотландію і змусив вождів шотландських кланів присягнути йому на вірність і підписати відповідний документ — «Рагман Роллс». У цьому документі згадуються Томас Моффат та Роберт де Моффат.

### XIV століття— війна за незалежність Шотландії
У 1300 році клан Моффат отримав чотири грамоти на володіння землею в баронстві Вестеркірк від Роберта Брюса, що був тоді ще не королем, а лордом Аннандейл. Одну із цих грамот отримав Адам Моффат Кнок. Він і його брат воювали в лавах армії Роберта Брюса і брали участь у битві під Баннокберн у 1314 році разом з багатьма іншими людьми з клану Моффат. У 1336 році король Англії видав охоронну Вільяму де Моффету, що був послом від короля Шотландії Девіда II де Брюса. Вальтер Моффат, що був архідияконом Лотіану був призначений послом до Франції в 1337 році.
Вожді клану Моффат були сильними вождями в Шотландії і до 1300 року, але імена їх не відомі. У 1342 році клан Моффан взяв у оренду землі в сера Джона Дугласа — лорда Аннандейл. Ці землі лишалися у власності клану Моффат, доки вони не були конфісковані за борги і не передані клану Джонстон у 1628 році.

### XVI століття— війни кланів
Клан Моффат, як і більшість інших кланів Шотландського Прикордоння був кланом рейдерів — клан здійснював рейди через кордон в Англію з метою захоплення здобичі у ворожій країні. Крім того, клан Моффат ворогував з іншими шотландськими кланами, і здійснював рейди на їх землі. В ті часи це було не просто звичним явищем , а вважалося доблестю. Найсильнішим ворогом клану Моффат був клан Джонстон. Люди клану Джонстон вбили Роберта Моффата, що був вождем клану Моффат у 1557 році. Крім того, люди клану Джонстон спалили будинок, де ховалися люди клану Моффат і вбили тих, хто намагався втекти. Під час цих трагічних подій урвалася лінія вождів клану Моффат і клан не мав вождя аж до 1983 року, коли лорд Лева визнав Френсіса Моффата вождем клану Моффат. У квітні 1992 року верховенство в клані перейшло до його дочки — Джейн Моффат.
У 1587 році парламент Шотландії вніс клан Моффат до списку заколотників та кланів, що порушують спокій кордону.

### XIX століття
Роберт Моффат (1795—1883) був місіонером у Бучуаналенді (сучасна Ботсвана), був тестем доктора Девіда Лівінгстона. Роберт Моффат був людиною високоосвіченою, був професійним скрипалем, ковалем і садівником. Як піонер місіонерської діяльності в Південній Африці він успішно захищав свою місію від нападів бандитів. Він переклав Старий та Новий Заповіт на мову сетсвана, перетнув пустелю Калахарі. Мері — його дружина, розділяла з ним всі його пригоди, роботу і подорожі протягом довгих 50 років. Після 54 років служби Роберт Моффат у 1870 році нарешті залишив Африку і помер у 1883 році у віці 88 років. Завдяки його діяльності почалося масове проникнення християнства в Південну Африку. Його син Джон Моффат у 1880-тих роках вклав великий внесок у приєднанні Родезії до Британської імперії, написав біографію своїх батьків.
Клан Моффат і сьогодні володіє землями в Дамфрісширі.